# Wilfried Voigt (Autor)
Wilfried Voigt (* 1951 in Wiesbaden) ist ein deutscher Journalist und Buchautor.

## Leben
Er arbeitete zehn Jahre bei der Frankfurter Rundschau, danach achtzehn Jahre für den Spiegel als Korrespondent für Rheinland-Pfalz und das Saarland. Heute ist er als freier Journalist für Printmedien und für das Fernsehen tätig.

## Werke
- Wilfried Voigt u. Uli Röhm: Tatort Autobahn - Kriminelle Machenschaften im Speditionswesen. Campus 2006, ISBN 3-593-38236-9.
- Wilfried Voigt: Das Lohndumping-Kartell - Großverlage bekämpfen den Post-Mindestlohn. VSA 2007, ISBN 978-3-89965-274-1.
- Lorenz Jarass, Gustav M. Obermair und Wilfried Voigt: Windenergie. Zuverlässige Integration in die Energieversorgung. Springer 2009, ISBN 978-3-540-85252-0.
- Wilfried Voigt: Dia Jamaika Clique. Machtspiele an der Saar. Conte 2011, ISBN 978-3-941657-17-5.

## Auszeichnungen
- 1986: Wächterpreis der deutschen Tagespresse (3. Preis) für Untersuchung von Missständen in der Leitung der chirurgischen Großabteilung eines Krankenhauses.